# Kazimierz Wierzyński

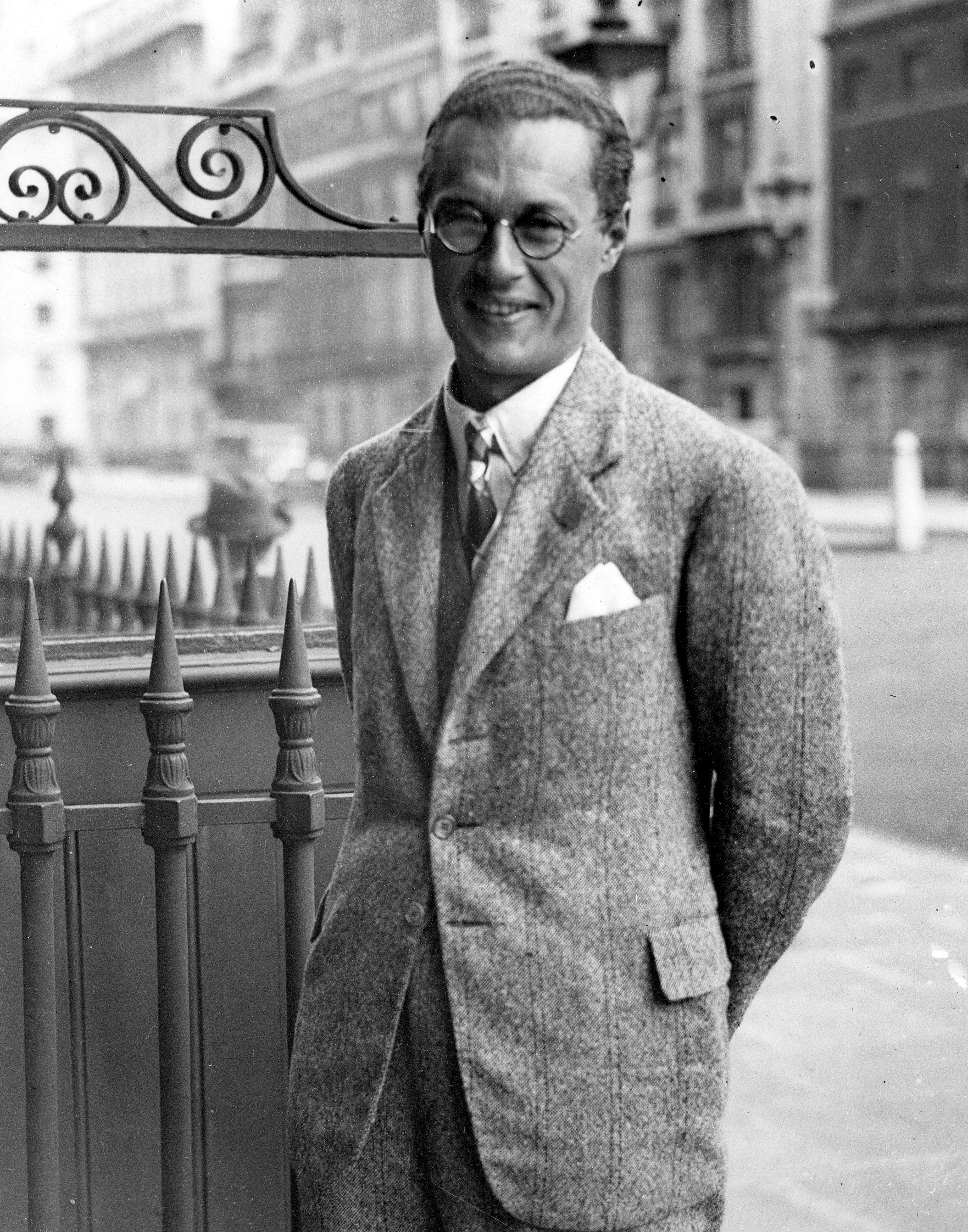
Kazimierz Wierzyński (1928)

Kazimierz Wierzyński (* 27. August 1894 in Drohobycz, Österreich-Ungarn; † 13. Februar 1969 in London) war ein polnischer Schriftsteller.

## Biographie
Nach dem Abitur 1912, studierte Wierzyński ein Jahr Philologie an der Jagiellonen-Universität in Krakau und danach Slawistik, Germanistik und Philosophie an der Universität Wien. Bei Ausbruch des Ersten Weltkrieges trat er der Polnischen Legion unter General Józef Haller bei. Nach Auflösung seiner Brigade wurde er zum Österreichisch-Ungarischen Heer eingezogen und kam 1915 in russische Kriegsgefangenschaft.
Nach dem Krieg ging Wierzyński nach Warschau, wo seine literarische Laufbahn begann. Er veröffentlichte bis 1938 zehn Gedichtbände und gründete mit Antoni Słonimski, Julian Tuwim, Jan Lechoń und Jarosław Iwaszkiewicz die Lyrikzeitschrift und Dichtergruppe Skamander. Er gab die Zeitschriften Kultura (1931–1932) und Przegląd Sportowy (1926–1931) heraus und arbeitete als Literatur- und Theaterkritiker für die Gazeta Polska. Bei den Kunstwettbewerben der Olympischen Sommerspiele 1928 in Amsterdam gewann er die Goldmedaille in der Kategorie Lyrik. 1936 wurde er mit dem Nationalpreis für Literatur ausgezeichnet, und zwei Jahre später wurde er Mitglied der Polnischen Literaturakademie.
Nach dem Überfall Deutschlands auf Polen 1939 wurde Wierzyński mit der Redaktion der Gazeta Polska nach Lemberg evakuiert. Von dort floh er vor der deutschen Besetzung zunächst nach Frankreich, später über Portugal und Brasilien in die USA. Während der Kriegsjahre veröffentlichte er fast jährlich einen Gedichtband. Nach dem Krieg arbeitete er in London für Mieczysław Grydzewskis Nachrichtenblatt Wiadomości und für Radio Freies Europa. Noch am Tage seines Todes 1969 arbeitete er an seinem letzten Gedichtband Sen mara.
Seine Asche wurde 1978 nach Polen überführt.

## Werke

### Lyrik
- Wiosna i wino, Warschau 1919
- Wróble na dachu, Warschau 1921
- Wielka Niedźwiedzica, Warschau 1923
- Pamiętnik miłości, Warschau 1925
- Laur olimpijski, Warschau 1927
- Pieśni fanatyczne, Warschau 1929
- Rozmowa z puszczą, Warschau 1929
- Gorzki urodzaj, Warschau 1933
- Wolność tragiczna, Warschau 1936
- Kurhany, Warschau 1938
- Barbakan warszawski, Nizza 1940
- Ziemia-Wilczyca, London 1941
- Róża wiatrów, New York 1942
- Ballada o Churchillu, New York 1944
- Podzwonne za kaprala Szczapę, New York 1945
- Krzyże i miecze, London 1946
- Korzec maku, London 1951
- Siedem podków, New York 1954
- Tkanka ziemi, Paris 1960
- Kufer na plecach, Paris 1964
- Czarny polonez, Paris 1968
- Sen mara, Paris 1969

### Prosa
- Granice świata, Erzählungen, Warschau 1933
- W garderobie duchów Theaterimpressionen, Lemberg, Warschau 1938
- O Bolesławie Leśmianie, Rede bei einer Sitzung der Polnischen Akademie für Literatur, Warschau 1939
- Współczesna literatura polska na emigracji, New York 1943
- Pobojowisko, Erzählungen, New York 1944
- Życie Chopina, New York 1953
- Cygańskim wozem. Miasta, ludzie, książki, London 1966
- Moja prywatna Ameryka, London 1966